# Enebakk
Enebakk è un comune norvegese della contea di Akershus. Dal 1º gennaio 2020 al 31 dicembre 2023 ha fatto parte della contea di Viken.